# Revlon
 (avril 2011).
Si vous disposez d'ouvrages ou d'articles de référence ou si vous connaissez des sites web de qualité traitant du thème abordé ici, merci de compléter l'article en donnant les références utiles à sa vérifiabilité et en les liant à la section « Notes et références ».
Revlon est une entreprise et marque américaine de cosmétiques et de parfums créée en 1932 par Charles Revson, son frère et un ami chimiste, Charles Lachman.  Revson a repris le « L » de Lachman pour le nom de la marque (Revlon).

## Histoire
Les frères Revson, Charles et Joseph collaborent avec l'alchimiste Lachman en 1936 pour créer un vernis à ongles opaque et de longue tenue. Ce produit connait un succès auprès des salons de coiffure. En 1940, Revlon développe des kits de premiers soins au service de l'armée américaine. 
L’idée de coordonner les couleurs des vernis et celles des rouges à lèvres naît également au cours de l'année 1940. En 1950, les couleurs des vernis sont, cette fois, assorties aux collections de mode américaines.  En 1960, Revlon se lance sur le marché international. La marque véhicule l’image du « look américain » au moyen de campagnes de télévision.
Dans les années 1970, Revlon lance la gamme de parfum Charlie. En 1975, la marque est récompensée en étant la première fragrance mondiale.
En août 2013, Revlon acquiert Colomer Group pour 660 millions de dollars à CVC Capital Partners.
En juin 2016, Revlon acquiert Elizabeth Arden, entreprise américaine spécialisée notamment dans les crèmes anti-age et dans les parfums, pour 870 millions de dollars.
En 2021, Revlon connait un regain de popularité grâce à TikTok : la brosse soufflante commercialisée par la marque devient virale sur le réseau social sous le hashtag #TikTokMadeMeBuyIt. C'est ainsi que Revlon enregistre une croissance de 112% entre septembre 2020 et août 2021. 
En octobre 2024, il est annoncé que Michelle Peluso, auparavant chez CVS Health, Gilt Groupe et Travelocity, rejoint l'entreprise en tant que PDG. 

## Les égéries Revlon à travers le temps
- Kim Alexis, égérie en 1987
- Liza Minnelli, égérie en 1987
- Paulina Porizkova, égérie en 1987
- Tatjana Patitz, égérie en 1987
- Rene Russo, égérie en 1987
- Iman Bowie, égérie en 1987
- Kara Young (en), égérie en 1987
- Laurence Treil (en), égérie en 1987
- Daniela Peštová, égérie en 1991
- Elaine Irwin (en), égérie en 1991
- Karen Mulder, égérie en 1994
- Linda Evangelista, égérie de 1987 à 1991
- Cindy Crawford, égérie de 1987 à 2000
- Claudia Schiffer, égérie de 1990 à 1996.
- Christy Turlington, égérie de 1988 à 1991
- Estelle Lefébure, égérie en 1987 et 1992
- Helena Christensen, égérie de 1992 à 1995
- Halle Berry, égérie de 1995 à 1998, et 2010.

- 1965 : Jean Shrimpton, mannequin anglais.
- 1987 : Linda Evangelista, célèbre mannequin d’origine canadienne.
- 1989 : Estelle Lefébure, mannequin français et actrice de publicité.
- 1992 : Eva Herzigová, mannequin et actrice d’origine tchèque.
- 1993 : Cindy Crawford, mannequin américain et actrice TV.
- 1993 : Claudia Schiffer, top model international d’origine allemande.
- 2001 : Rhea Durham, mannequin
- 2002 : Eva Mendes, mannequin et actrice américaine d’origine cubaine.
- 2007 : Jessica Alba, actrice américaine[10].
- 2009 : Jessica Biel, actrice américaine[11].
- 2010 : Halle Berry, actrice américaine.
- 2012 : Olivia Wilde, actrice américano-irlandaise[12].
- 2012 : Emma Stone, actrice américaine[12].